# Andre Riddick
Andre Riddick, né le 1er février 1973, à Brooklyn, dans l'État de New York, est un ancien joueur américain de basket-ball. Il évolue au poste de pivot. 

## Palmarès
- Champion du Venezuela 1999
- Champion de Belgique 2003, 2004, 2008, 2009, 2010